# アラン・ルヴィエ
アラン・ルヴィエ(Alain Louvier、1945年9月13日 - )は、フランスの現代音楽の作曲家、音楽教育者である。

## 経歴
1945年、フランス・パリ生まれ。1967年から1970年にパリ国立高等音楽院でアンリエット・ピュイグ＝ロジェ、オリヴィエ・メシアン、トニー・オーバン、ロベール・ヴェイロン＝ラクロワ、マニュエル・ロザンタールに作曲を学ぶ。1968年にローマ賞を獲得した後、ブローニュ＝ビヤンクール地方音楽院の学長を務め、1986年から1991年までパリ国立高等音楽院の学長を務めた。1992年以降は同音楽院で楽曲分析の教授として籍を置く傍ら、2009年5月、再びブローニュ＝ビヤンクール地方音楽院の学長に再任した。
ピアノ曲『31人の侵略者のためのエチュード第8番』が有名である。

## 作品
ルヴィエは鍵盤楽器のテクニックに関心を持っており、下記の『31人の侵略者のためのエチュード』は、演奏家を侵略者にみたて、ピアノを打楽器のように使った作品である。
- 侵略者のためのエチュード第1番-ピアノのための
- 侵略者のためのエチュード第2番-ピアノのための
- 侵略者のためのエチュード第3番-チェンバロのための
- 侵略者のためのエチュード第4番-2台のピアノのための
- 侵略者のためのエチュード第5番-チェンバロとスピーカーコードのための
- 侵略者のためのエチュード第8番-2台のピアノのための
- 金管五重奏曲
- 2台のピアノのためのソナタ
- 管弦楽のための協奏曲
- 前奏曲
- 高声とピアノのための『冬至』-2004年作曲、2008年5月20日にパリで初演。
- Chant des limbes